# 阿塔哈特
阿塔哈特，是西班牙安达卢西亚自治区马拉加省的一个市镇。 总面积11平方公里，总人口173人（2001年），人口密度16人/平方公里。